# 19 ذو القعدة
- السبت
- الأحد
- الاثنين
- الثلاثاء
- الأربعاء
- الخميس
- الجمعة

- 2826 أبريل 2025
- 2927 أبريل 2025
- 3028 أبريل 2025
- 129 أبريل 2025
- 230 أبريل 2025
- 31 مايو 2025
- 42 مايو 2025
- 53 مايو 2025
- 64 مايو 2025
- 75 مايو 2025
- 86 مايو 2025
- 97 مايو 2025
- 108 مايو 2025
- 119 مايو 2025
- 1210 مايو 2025
- 1311 مايو 2025
- 1412 مايو 2025
- 1513 مايو 2025
- 1614 مايو 2025
- 1715 مايو 2025
- 1816 مايو 2025
- 1917 مايو 2025
- 2018 مايو 2025
- 2119 مايو 2025
- 2220 مايو 2025
- 2321 مايو 2025
- 2422 مايو 2025
- 2523 مايو 2025
- 2624 مايو 2025
- 2725 مايو 2025
- 2826 مايو 2025
- 2927 مايو 2025
- 128 مايو 2025
- 229 مايو 2025
- 330 مايو 2025

19 ذو القعدة أو 19 ذو القعدة الحرام أو يوم 19 \ 11 (اليوم التاسع عشر من الشهر الحادي عشر) هو اليوم الرابع عشر بعد الثلاثمائة (314) من أيَّام السنة (أو الخامس عشر بعد الثلاثمائة لو كان شهر رمضان مُتممًا لليوم الثلاثين أو السادس عشر بعد الثلاثمائة لو أتم كلًا من صفر وربيع الآخر وجمادى الآخرة وشعبان ورمضان ثلاثين يومًا) وفق التقويم الهجري القمري (العربي). يبقى بعده 40 أو 41 يومًا لانتهاء السنة.

## أحداث
- 488 هـ - البابا أوربانوس الثاني يدعو «مجلس كليرمون» للانعقاد وذلك لمناقشة إرسال حملة إلى الأراضي المقدسة.
- 1340 هـ - تشكيل مجلس نيابي في تونس عرف باسم «المجلس الكبير» ضم 98 عضوًا منهم 56 فرنسيًّا.
- 1345 هـ - المملكة المتحدة تعترف بسيادة الملك عبد العزيز بن سعود على مملكة الحجاز ونجد وذلك بموجب معاهدة جدة.
- 1347 هـ - ملك العراق فيصل الأول يكلف توفيق السويدي بتشكيل وزارة جديدة وذلك عقب تعيين كلبرت كلايتن مندوبًا بريطانيًا ساميًا في العراق.
- 1356 هـ - الملك فاروق ملك مصر يتزوج من صافيناز ذو الفقار والتي أصبحت تلقب بالملكة فريدة.
- 1357 هـ - إيطاليا تعلن ضم طرابلس وبرقة إليها وتمنح سكانهما جنسيتها.
- 1361 هـ - الأسطول الفرنسي يبدأ بالتحرك إلى الجزائر من «ميناء تولون» هروبًا من هجمات الألمان عليه أثناء الحرب العالمية الثانية.
- 1390 هـ - الاحتفال بمصر بمناسبة إتمام بناء السد العالي.
- 1392 هـ - ملك الأردن الحسين بن طلال يتزوج من علياء بهاء الدين طوقان.
- 1408 هـ - سفينة حرب أمريكية تسقط طائرة ركاب مدنيين إيرانية في الخليج العربي قتل على إثرها 290 شخص.
- 1419 هـ - الشيخ حمد بن عيسى آل خليفة يتسلم الحكم في البحرين خلفًا لوالده الشيخ عيسى بن سلمان آل خليفة.
- 1424 هـ - منتخب السعودية لكرة القدم يفوز بلقب بطولة كأس الخليج السادسة عشر المقامة في دولة الكويت.
- 1425 هـ -
  - صحيفة «زمان» التركية تنشر فقرات من تقرير حمل عنوان «الأنشطة التنصيرية في تركيا والعالم»، جاء فيه أن جماعات تنصيرية تخطط لتنصير 10% من الأتراك الذين يدين 99% من تعدادهم البالغ 71 مليون نسمة بالإسلام.
  - حكومة الخرطوم والمتمردون الجنوبيون يوقعون في كينيا آخر بروتوكولي اتفاق بين الطرفين؛ ليفتحا بذلك الباب أمام التوقيع على اتفاق سلام شامل، ولينهيا بذلك حربًا أهلية استمرت أكثر من 20 عامًا.
- 1438 هـ - حادث تصادم في مصر بين قطار ركاب قطار 13 اكسبريس القاهرة - الإسكندرية بمؤخرة قطار رقم 571 بورسعيد - الإسكندرية بالقرب من محطة خورشيد على خط القاهرة - الإسكندرية، يودي بحياة 49 شخصًا وإصابة أكثر من 100 آخرين.
- 1445 هـ - مقاتلات إسرائيلية تقصف خيامًا للنازحين شمال غرب رفح، أدت المجزرة لمقتل 45 شخصًا على الأقل أغلبهم من النساء والأطفال، وجرح عشرات آخرين.

## مواليد
- 1376 هـ - عبد الإله عاجل، ممثل مغربي.
- 1377 هـ - مروان البرغوثي، سياسي فلسطيني.
- 1387 هـ - نجوى قاسم، إعلامية لبنانية.
- 1390 هـ - أحمد وفيق، ممثل مصري.
- 1393 هـ - إيمري عاشق، لاعب كرة قدم تركي.

## وفيات
- 520 هـ - ابن رشد الجد، من كبار فقهاء دولة المرابطين.
- 1413هـ - هالة فؤاد، ممثلة مصرية.
- 1416هـ - محمد سعيد كمال، أديب ومؤرخ وفقيه سعودي.
- 1419هـ - عيسى بن سلمان آل خليفة، أمير دولة البحرين.
- 1420هـ - عفراء هزاع، مغنية إسرائيلية ذات أصول يمنية يهودية.
- 1427هـ - عطية صقر، فقيه مصري.
- 1429هـ - هاجر حمدي، ممثلة مصرية.
- 1433هـ - سليمان العيسى، مذيع سعودي.
- 1438 هـ - عبد الحسين عبد الرضا، ممثل كويتي.

## وصلات خارجية
- موقع قصة الإسلام: حدث في شهر ذو القعدة.